# 海河中心广场公园
39°07′51″N 117°11′34″E / 39.13087°N 117.19266°E海河中心广场公园是中国天津市河北区的一座广场公园，为天津市最大的广场公园。该公园于2010年8月27日完工，同年9月对外开放。位于北安桥至大沽桥之间的海河北岸，公园总建筑面积为5万平方米。海河中心广场公园园内栽种有波斯菊、海棠、紫薇和月季等70余种植物，园内还设有鸽子屋放养广场鸽、白天鹅等动物。

## 区位
海河中心广场公园东起民生路，西至民族路，南临海河，北至博爱道。紧邻天津意式风情区，和和平路商业街、天津环球金融中心、天津金融城等隔河相望。海河中心广场公园周边还建有许多高端住宅项目、酒店如：君临天下、津门公寓、仁恒海河广场、海河大道、津门圣瑞吉酒店、天津希尔顿酒店。此外，天津站、天津城市规划展览馆、天津海河音乐公园等配套设施也毗邻。

## 交通
- 天津地铁二号线：建国道站
- 天津公交：681路、802路、856路、901路、905路